# Tetyana Styazhkina
Tetyana Styazhkina, também grafado como Tetyana Stiajkina (em ucraniano:  Тетяна Стяжкіна; Simferopol, 10 de abril de 1977) é uma ciclista ucraniana. Styazhkina representou sua nação nos Jogos Olímpicos de Verão de 2000 e 2008.